# Litsea bombaiensis
Litsea bombaiensis är en lagerväxtart som beskrevs av Marselein Rusario Almeida. Litsea bombaiensis ingår i släktet Litsea och familjen lagerväxter. Inga underarter finns listade i Catalogue of Life.